# Евреи в Намибии
Евреи в Намибии являются этническим меньшинством. Основная масса состоит преимущественно из потомков еврейских торговцев, приехавших в Намибию из Южной Африки.

## История
Первыми евреями, обосновавшимися в Намибии, были братья де Пасс. В 1861 году братья Де Пасс основали в городе Помона компанию «Помона». После того, как в 1884 году территория Намибии была включена в состав колонии Германская Юго-Западная Африка, количество евреев в Намибии значительно возросло. Это было связано с подъёмом экономики данного региона. Однако, по законам Германии того времени в Намибии не могло проживать более 100 евреев. Большинство евреев в то время проживало в Свакопмунде. После поражения Германской империи в Первой мировой войне Лига Наций отдала Намибию под мандат Южно-Африканского союза. Еврейское население Намибии имело тесные связи с евреями в Южной Африке. Вскоре количество евреев в Намибии начало увеличиваться. В 1965 году в Намибии (в основном в Виндхуке) уже насчитывалось около 400—500 евреев, что составляло в то время около одного процента от общей численности белого населения в Намибии. Евреи играли значительную роль на политической арене Намибии, до провозглашения независимости этой страной. Так, мэром Виндхука три раза становились представители еврейской национальности, один был избран депутатом в Национальную ассамблею Намибии.

## Современное положение
После того как 21 марта 1990 года Намибия стала независимой страной, количество белого населения резко сократилось. В данный момент на территории Намибии проживает около 100 евреев. В основном евреи проживают в Виндхуке в квартале, построенном для них в 1917 году, там есть синагога и общинный зал. Небольшая община из 12 еврейских семей проживает в городе Китмансхуп.
В 1994 году Израиль и Намибия установили дипломатические отношения.

## Известные представители
- Гарольд Пупкевиц — ведущий намибийский бизнесмен, меценат и лидер еврейской общины[4].